# 塔布囊
塔布囊，亦称“他不浪、倘不浪”，原是明代时东部蒙古人对同成吉思汗后裔女子结婚者的称号，与驸马同义。清代成为喀喇沁部爵位的一种，地位大致与台吉相同，分为四等。塔布囊的地位次于辅国公。蒙古王公爵号一般都是“台吉”，但喀喇沁部三旗与土默特左翼旗（东土默特）的王公称为塔布囊，因为他们的祖先曾与出身蒙古黄金家族的俺答汗后裔有姻亲关系。该词源于蒙语“塔布”（意为“五个”）和汉语转音“王”的念法即“囊”之组合，意为“五位王”。